# Prix Mortimer-Spiegelman
Le Prix Mortimer-Spiegelman est une distinction en statistiques décernée par l'American Public Health Association (en).

## Histoire
La section Statistiques décerne le prix Mortimer Spiegelman à un statisticien âgé de moins de 40 ans pour ses contributions aux statistiques sur la santé publique.

## Lauréats
- 1970: Edward Perrin
- 1971: P. A. Lachenbruch
- 1972: Manning Feinleib
- 1973: Joseph L. Fleiss (en)
- 1974: Gary G. Koch (en)
- 1975: Jane Menken (en)
- 1976: A. A. Afifi
- 1977: David Hoel
- 1978: Ross Prentice (en)
- 1979: Mitchell H. Gail
- 1980: Norman Breslow (en)
- 1981: Robert F. Woolson
- 1982: Joel Kleinman
- 1983: J. Richard Landis (en)
- 1984: Stephen Lagakos
- 1985: John Crowley
- 1986: Anastasios Tsiatis[2]
- 1987: L. J. Wei
- 1988: Thomas Fleming
- 1989: Colin B. Begg
- 1990: Kung-Yee Liang
- 1991: Scott L. Zeger
- 1992: Ronald S. Brookmeyer
- 1993: Martin Abba Tanner
- 1994: Louise M. Ryan
- 1995: Christopher J. Portier
- 1996: Jeremy M. G. Taylor[3],[4]
- 1997: Margaret Sullivan Pepe (en)
- 1998: Peter Bacchett[5]
- 1999: Danyu Lin
- 2000: Bradley P. Carlin[6]
- 2001: Daniel E. Weeks[7]
- 2002: Xihong Lin
- 2003: Michael Abbott Newton (en)
- 2004: Mark van der Laan (en)[8]
- 2005: Rebecca Betensky
- 2006: Francesca Dominici[9],[10]
- 2007: David Dunson (en)[11]
- 2008: Hongyu Zhao[12]
- 2009: Rafael Irizarry (en)[13]
- 2010: Nilanjan Chatterjee (en)[14]
- 2011: Sudipto Banerjee (en)
- 2012: Amy H. Herring[15]
- 2013: Debashis Ghosh[16]
- 2014: Tyler VanderWeele (en)[17]
- 2015: John D. Storey (en)[18]
- 2016: Roger D. Peng
- 2017: Limin Peng (en)
- 2018: Raphael Gottardo
- 2019: Daniela Witten
- 2020: Jeffrey T. Leek (en)
- 2021: Sherri Rose
- 2022: Ryan Tibshirani
- 2023: Russell Shinohara